# Торт «Добош»
Торт «Добош» (угор. dobostorta) — традиційний угорський торт, що складається з шести шарів бісквіту з шоколадним кремом і карамельної глазур'ю.
Торт названий на ім'я свого автора, угорського кондитера Йожефа Добоша. У 1885 році для Угорської національної виставки він придумав свій шедевр — торт, який не псується як мінімум 10 днів. На сучасний йому рівень розвитку холодильної техніки це було дуже важливо. Свій рецепт Добош опублікував в 1906 році, і в сучасній Угорщині торт Добош готують за оригінальним рецептом.
Добош був улюбленим тортом імператриці Австро-Угорщини Єлизавети, дружини Франца Йосифа. Торт «Добош» експортувався в сусідні країни в спеціально виготовлених дерев'яних коробках.